# Franciszek Kazimierz Sędziwój Czarnkowski
Franciszek Kazimierz Sędziwój Czarnkowski herbu Nałęcz III (ur. 1613 lub 1617 w Łęczycy, zm. 1656 w Poznaniu) – pułkownik województw wielkopolskich, kasztelan poznański, starosta międzyrzecki w 1643 roku.
Syn Adama Sędziwoja, generała i wojewody łęczyckiego i Katarzyny Leszczyńskiej (1588–1639). Brat Anny, żony Jana Leszczyńskiego i Teresy Konstancji, żony Krzysztofa Opalińskiego (zm. 1655), wojewody poznańskiego.
Urząd kasztelana poznańskiego piastował w latach 1638-1655. Był pułkownikiem województw wielkopolskich od 1648 roku. Sprawował urząd starosty Radzynia, Pyzdr i Międzyrzecza.
Poseł sejmiku średzkiego na sejmy ekstraordynaryjne 1635 i 1647 roku. Poseł na sejm 1641, sejm 1645 roku. Poseł na sejm koronacyjny 1649 roku z województw poznańskiego i kaliskiego.